# Monida Pass

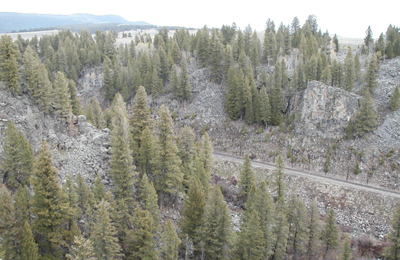
Cañón del Castor, Paso Monida, Montana

Monida Pass es un alto puerto de montaña en las Montañas Rocosas del noroccidente de los Estados Unidos, a una elevación de 6870 pies (2094 m) m s. n. m. en la Interestatal 15.
En la división continental en la Cordillera Bitterroot, marcando la división de las Montañas Beaverhead y las Montañas Centennial.
Su nombre se deriva de las primeras sílabas de dos estados, "Mon" de Montana e "-ida" de Idaho.
El puerto forma parte entre los límites fronterizos estatales de Idaho y el suroccidente de Montana, entre los pueblos de Spencer en el condado de Clark y Lima en el condado de Beaverhead. En el lado de Idaho está Beaver Creek pasando por Beaver Canyon, en la cual fue la ruta del Ferrocarril Utah and Northern en 1880 usado actualmente por el Ferrocarril Union Pacific.